# Rolf Schulz (Künstler)

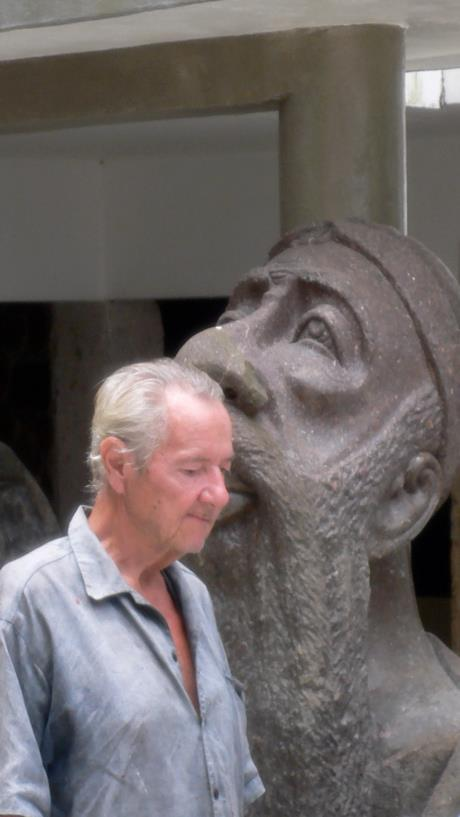
Rolf Schulz

Rolf Schulz (* 27. August 1942 in Thorn; † 9. Januar 2018 in Santiago de los Caballeros, Dominikanische Republik) war ein deutscher Ingenieur und Performance-Künstler mit Wohnsitz in der Dominikanischen Republik.

## Leistungen
Sein Kunstprojekt Brüllwald, ein phantastisches Tondrama aus dem Sachsenwald, wurde 1984 auf Schallplatte aufgenommen. Ende September 1989 zog er mit einem Pferdefuhrwerk, beladen mit einem schweren Tropenbaum, an der Berliner Mauer entlang zum Checkpoint Charlie, um auf das Waldsterben im Amazonas aufmerksam zu machen. Diese Performance Coma Amazonica wurde von dem Regisseur David Vostell auf Videofilm dokumentiert.
Das Castillo Mundo King ist ein phantasievoll gestaltetes Gebäude in Sosúa an der Nordküste der Dominikanischen Republik, das 1991 von Rolf Schulz entworfen und begonnen wurde und das seine Privatsammlung von über 1000 Kunstwerken aus dem Nachbarstaat Haiti beherbergt. Der Bau ist noch nicht abgeschlossen. Bei den Kunstwerken handelt es sich größtenteils um Skulpturen und Gemälde. Schulz selbst lebte äußerst bescheiden in einem Seitenflügel des Gebäudes und führte die Besucher durch das Museum.
Nachdem Rolf Schulz am 9. Januar 2018 gestorben war, fand am Samstagnachmittag, dem 27. Januar, im Museum Castillo Mundo King in Sosúa eine Gedenkveranstaltung für ihn statt.